# Ichneumon discors
Ichneumon discors là một loài tò vò trong họ Ichneumonidae.